# Constantin Wilhelm Lambert Gloger

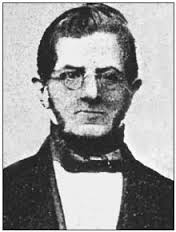
Constantin Gloger, um 1860

Constantin Wilhelm Lambert Gloger (* 17. September 1803 in Kasischka, Kreis Grottkau Schlesien; † 30. Dezember 1863 in Berlin) war ein deutscher Zoologe und Ornithologe.

## Leben
Constantin Gloger wurde als ältestes von sieben Kindern des Gutsbesitzers Franz Gloger (1778–1851) und seiner Ehefrau Johanna geb. Klaar (1776–1838) auf dem väterlichen Rittergut geboren. Vorgebildet durch Privatunterricht besuchte er ab Ostern 1813 in Neisse das Königliche Gymnasium Carolinum, wo er 1821 das Abitur bestand.  Er studierte ab 1824 Naturwissenschaften in Berlin und Breslau; 1830 wurde er mit dem Thema „De avibus ab Aristotele commemoratis“ (Über die von Aristoteles erwähnten Vogelarten) promoviert. Er begann bereits während des Studiums mit der Erforschung der Vogelwelt des Riesengebirges. 1830 wurde er Lehrer in Breslau und gleichzeitig  Mitglied der 1652 gegründeten Deutschen Akademie der Naturforscher Leopoldina, die seit 1878 ihren Sitz in Halle (Saale) hat. 1833 wurde er zum Sekretär der Zoologischen Abteilung der Schlesischen Gesellschaft für vaterländische Kultur gewählt. 1843 verlegte er seinen Wohnsitz von Breslau nach Berlin, wo er für das Zoologische Museum Berlin arbeitete und in der Schriftleitung des Journals für Ornithologie tätig war.

## Wirken
Gloger erlangte weltweite Bekanntheit durch seine 1833 in der Schrift Das Abändern der Vögel durch Einfluss des Klimas aufgestellte Glogersche Regel. Außerdem baute er die ersten artgerechten Kästen für Fledermäuse und erarbeitete die strukturellen Unterschiede zwischen Schwalben und Mauerseglern.

## Schriften
- Über die auf dem Hochgebirge der Sudeten lebenden Säugetiere und die während des Sommers daselbst vorkommenden Vögel (1827)
- Zur Naturgeschichte des weißbindigen Kreuzschnabels loxia taenioptera (1829)
- Schlesiens Wirbelthier-Fauna. Ein systematischer Ueberblick der in dieser Provinz vorkommenden Säugthiere, Vögel, Amphibien und Fische. (1833) doi:10.5962/bhl.title.63781
- Das Abändern der Vögel durch Einfluss des Klimas (1833)
- Vollständiges Handbuch der Naturgeschichte der Vögel Europas (ab 1834)
- Gemeinnütziges Hand- und Hilfsbuch der Naturgeschichte (1842)